# ريد بارون
ريد بارون (بالإنجليزية: Red Barron)‏ هو لاعب كرة قدم أمريكية أمريكي، ولد في 21 يونيو 1900 في كلاركسفيل في الولايات المتحدة، وتوفي في 4 أكتوبر 1982 في أتلانتا في الولايات المتحدة.

## وصلات خارجية
- ريد بارون على موقعبيزبول رفرنس.كوم (الدوري الرئيسي) (الإنجليزية)
- ريد بارون على موقع قاعة جورجيا للمشاهير الرياضية (مؤرشف) (الإنجليزية)